# Indice des prix
Ne doit pas être confondu avec PRIX (indice).
 (janvier 2018).
Si vous disposez d'ouvrages ou d'articles de référence ou si vous connaissez des sites web de qualité traitant du thème abordé ici, merci de compléter l'article en donnant les références utiles à sa vérifiabilité et en les liant à la section « Notes et références ».

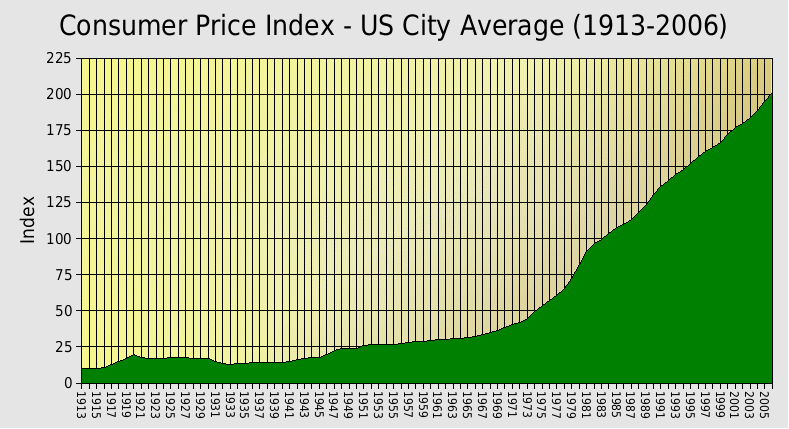
Indice américain des prix à la consommation de 1913 à 2006

Un indice des prix est une mesure du niveau des prix.
L’indice des prix à la consommation est le plus connu, il mesure les prix des biens et services qui sont consommés. Il existe d’autres indices de prix, comme l’indice des prix à la production, etc.
Dans la pratique, un indice des prix est une série temporelle qui permet de comparer des prix à différentes dates.

## Méthodes de calcul des indices
Indice des prix simple = (Grandeur situation 2 /grandeur situation 1) x 100